# Symphylellopsis subnuda
Symphylellopsis subnuda is een wortelduizendpotensoort uit de familie van de Scolopendrellidae. De wetenschappelijke naam van de soort is voor het eerst geldig gepubliceerd in 1903 door Hansen.